# Germarostes abruptus
Germarostes abruptus är en skalbaggsart som beskrevs av Rudolph Petrovitz 1973. Germarostes abruptus ingår i släktet Germarostes och familjen Hybosoridae. Inga underarter finns listade i Catalogue of Life.